# Mărturisitor
Mărturisitor este în creștinism un titlu dat unui sfânt care a suferit în mod public persecuții și torturi pentru credință, dar nu până la moarte.

## Mărturisitor al credinței
Cea mai veche utilizare a acestui titlu este de a indica un sfânt care a suferit persecuții și torturi pentru credință, dar nu până la moarte. În Biserica Latină, este folosit pentru orice sfânt, precum și pentru cei care au fost declarați binecuvântați, care nu pot fi încadrați în niciuna dintre următoarele categorii: mucenic, apostol, evanghelist sau fecioară. Pe măsură ce creștinismul a apărut ca religie dominantă în Europa, persecuțiile au devenit rare, iar titlul a fost dat persoanelor care au trăit o viață sfântă și au murit în pace. Un exemplu notabil al acestei utilizări este regele englez Sfântul Eduard Mărturisitorul.

## Mărturisirea păcatelor
În timpul persecuției lui Dioclețian, un număr de creștini, sub tortură sau amenințare de tortură, au slăbit în credința lor. Când persecuțiile au încetat sub Constantin cel Mare, au vrut să se reunească cu Biserica. A devenit practica penitenților să meargă la Mărturisitori, cei care au suferit de bunăvoie pentru credință și au supraviețuit, pentru a-și pleda cazul și a efectua restaurarea lor la comuniune. Astfel, cuvântul a ajuns să desemneze orice preot căruia i sa acordat autoritatea de a asculta mărturisiri. Acest tip de mărturisitor poate fi denumit și „tată spiritual” sau duhovnic. În cazul unui monarh, mărturisitorul ar putea ocupa și rolul de consilier confidențial.
În acest sens al termenului, este o practică standard ca o comunitate religioasă de femei, fie că este închisă, fie că este foarte mare, să aibă un preot, care să servească drept mărturisitor al comunității, servindu-i nevoile spirituale.
Poate fi folosit și ca titlu al conducătorului unei societăți religioase.
Din punct de vedere istoric, viitorii confesori erau uneori testați de examinatori din partea Bisericii, înainte de a fi recunoscuți oficial.

## Exemple de sfinți mărturisitori

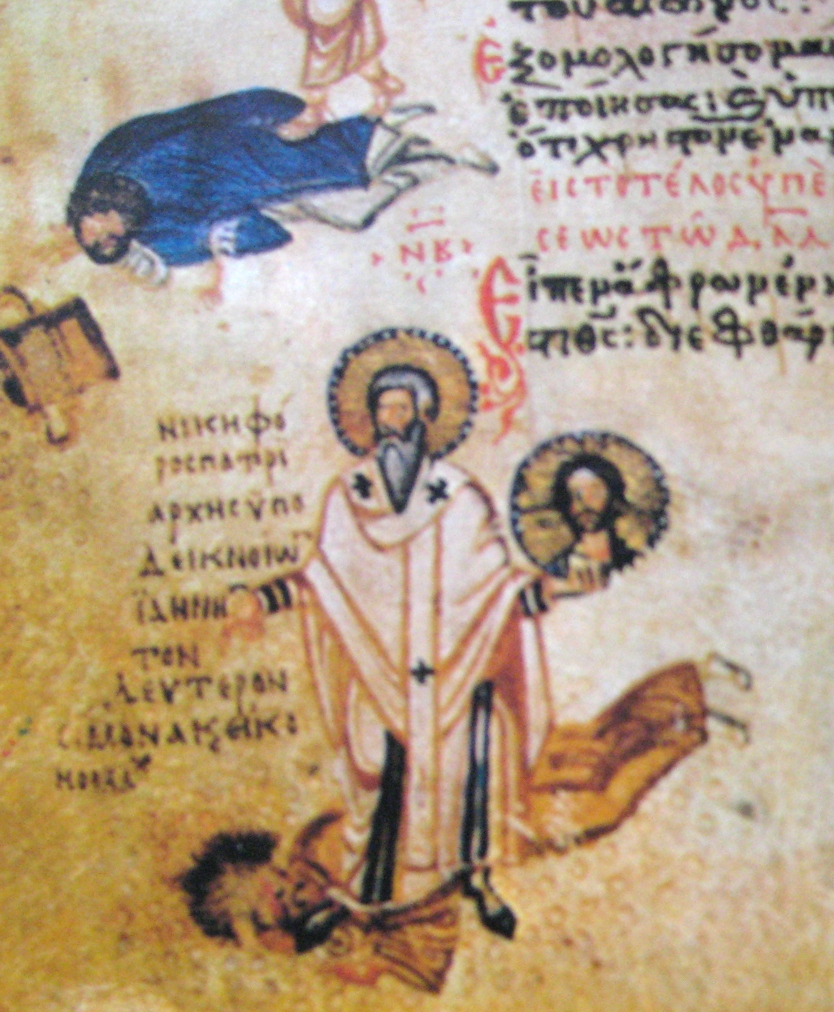
Nichifor, patriarhul Constantinopolului

Mărturisitorul este o persoană care apără în mod public credința în Hristos împotriva vreunei erezii sau concepții greșite, suferind persecuții și necazuri, exil sau închisoare din partea oamenilor. Se deosebește de mucenic doar prin faptul că nu este omorât pentru credință, ci doar suferă, murind mai apoi de moarte naturală. Exemple de astfel de sfinți mărturisitori:
- Cuviosul Părintele nostru Maxim Mărturisitorul și Mucenicul (21 ianuarie)
- Sfântul Ierarh Nichifor, patriarhul Constantinopolului (13 martie, 2 iunie)[3]
- Cuviosul Macarie Mărturisitorul, egumenul Pelechitului (1 aprilie)
- Cuviosul Nichita Mărturisitorul, egumenul Mănăstirii Midichia (3 aprilie)
- Cuviosul Gheorghe Mărturisitorul, mitropolitul Mitilenei (7 aprilie)
- Cuviosul Vasile Mărturisitorul, episcopul Pariei (12 aprilie)
- Sfântul Martin Mărturisitorul, papă al Romei (14 aprilie)
- Cuviosul Gheorghe Mărturisitorul, episcopul Antiohiei Pisidiei (19 aprilie)
- Sfântul Ierarh Ilie Iorest Mărturisitorul, mitropolit al Transilvaniei (1640–1643) (24 aprilie)
- Sfântul Sava Mărturisitorul, mitropolit al Transilvaniei (1656–1683) (24 aprilie)
- Sfântul Ierarh Iosif Mărturisitorul, Episcop al Maramureșului (sec. XVII–XVIII) (24 aprilie)
- Cuviosul Mihail Mărturisitorul, episcopul Sinadelor (23 mai)
- Sfântul Isaachie Mărturisitorul (30 mai)
- Sfântul Cuvios Visarion Mărturisitorul, monah originar din Bosnia (21 octombrie)
- Sfântul Pavel Mărturisitorul, arhiepiscopul Constantinopolului (6 noiembrie)